# Зыбина, Анна
Анна Зыбина — русская писательница и переводчица

.
В 1870 году в городе Москве вышла первая часть задуманного ей большого труда под заглавием: «Взгляд на значение женщины в исторической жизни народа». В этой книге, имеющей подзаголовок: «Китай», А. Зыбина, рассматривая положение женщины в Китае, задалась целью показать, каким образом давнишний образ женщины — посредницы между небом и землёй исчез, и женщина стала бесправной, безличной и забитой рабой мужчины.
Материалом для Зыбиной в этом труде послужили многочисленные исследования о Китае на французском языке и некоторые русские издания; и те и другие она широко использовала, но критика ставила ей на вид недостаточную обработку собранных материалов и то обстоятельство, что к работе совсем не были привлечены ею немецкие и английские источники. Указывали в исследовании и некоторые пробелы: так, например, Зыбина совсем не коснулась отношений к женщине китайской беллетристики и поэзии, а само изложение находили излишне растянутым. Несмотря, однако, на указанные недочеты, книга Зыбиной обратила на себя внимание, и смелые взгляды писательницы, ратующей за женское равноправие, заинтересовали читателей. Продолжения труда Зыбиной в печати не последовало.
В «Библиографическом словаре русских писательниц» князя Голицына с именем Анны Зыбиной связана ещё восточная сказка (перевод с французского): «Монтадер, или ткач и визирь» («Сын отечества» и «Северный архив» 1830 г., ч. 137 и 138), но Голицын считает переводчицу этой сказки другим лицом.